# Ємець Володимир Володимирович
Володи́мир Володи́мирович Є́мець (4 квітня 1938, Чернігів — 5 листопада 2019, Чернігів) — український живописець, народний художник України.

## Біографічні дані
Народився в Чернігові 1938 року. Батько — священик УАПЦ Володимир Пилипович, служив у Любечі та Чернігові, репресований у 1937-му.
Навчався в Довжицькій семирічці та Мохнатинській середній школі. Закінчив Кишинівське художнє училище в 1960 році.
Після невдалої спроби вступити до художнього інституту, пішов працювати художником-ретушером у газету «Комсомолець Чернігівщини», де прославився вільнолюбивим характером, що знайшло слід у публікації Володимира Дрозда в «Комсомольской правде» «Дело о бороде».
1963–1968 навчався в Київському художньому інституті (нині Національна академія образотворчого мистецтва і архітектури).
Після інституту поїхав до Калінінграда, на батьківщину дружини. Але пробув там менше року і повернувся на Чернігівщину.
1971 року вступив до Спілки художників України, був першим головою обласної організації Спілки. Жив у Чернігові, від 2008 року — почесний громадянин.
Працював директором обласного художнього музею. Активно співпрацював з чернігівською «Просвітою».
Виставки Володимира Ємця завжди ставали помітною подією у культурному житті міста .Дослідниця його творчості Світлана Ключник писала: «Власною творчістю художник постійно доводить, що попри стрімкий прогрес та найсучасніші здобутки людства, рідна земля, її люди, її історія родина назавжди залишаються вічними цінностями не тільки в його творчості, але й у свідомості його народу…»

## Твори
- «Мій син» (1971).
- «Довженкове подвір'я» (1970).
- «На леваді» (1971).
- «Маленький мрійник» (1972).
- «Зима» (1973).
- «Чернігів. Осінь над Десною» (1974).
- Портрети Миколи Омельченка (1977), Олексія Фьодорова (1976), Леоніда Отрюха (1995), Владислава Бойка (1995), Володимира Коваленка (1996), Станіслава Реп'яха (1997), Олександра Добриці (1998), Світлани Гаврилової (2000), Юрія Арсірія (2001), Петра Мороза (2003), Василя Чепурного з сином Арсеном (2004), Світлани Ключник (2004), Михайла Дідовця (2005), Петра Дідовича (2005), Левка Лук'яненка (2006), Володимира Половця (2007)
- «І світає, і смеркає…»(1979).
- «Микола Гоголь» (1980).
- «Вірші. Пам'яті П. Г. Тичини» (1984).
- «Автопортрет» (1991).
- «Гетьман України Іван Мазепа» (1992).
- «Алегорія» (1992).
- «Десна. Молодий місяць» (2003).
- «Південний Буг. Біля старого млина» (2003).
- «Вечір в Боромиках» (2004).
- «Швеція. З глибини віків» (2007).
- «А чи прийде до нас Григорій Савич?» (2008).
- «Птахи мого дитинства» (2009).
- «Світ Івана Тимофійовича» (2000-і)

## Звання
- 1988 — Заслужений художник УРСР.
- 1998 — Народний художник України[8].

## Електронні джерела
- Сучасне українське мистецтво. Володимир Ємець (1938)
- Чепурний Василь. Як не стати «прикольним» народом [Архівовано 28 вересня 2007 у Wayback Machine.]
- Володимир Сапон. Володимир Ємець — народний художник [Архівовано 31 травня 2008 у Wayback Machine.]